# Nicole Begue
Nicole Begue (* 19. Dezember 2006 in Ushuaia) ist eine US-amerikanisch-argentinische Skirennläuferin.

## Biographie
Nicole Begue ist die Tochter von Gáston Begue, einem ehemaligen argentinischen Skirennläufer. Sie wurde in Ushuaia geboren, wuchs jedoch in Miami auf.
Ihr internationales Renndebüt gab sie am 9. Dezember 2022 in Copper Mountain bei zwei Super-G des Nor-Am Cups, wobei sie sich auf Anhieb in den Punkterängen platzieren konnte.
Ihr erstes internationales Großereignis bestritt sie im Februar 2022 bei den Olympischen Jugend-Winterspielen in Gangwon, wobei sie ihre beste Platzierung im Super-G mit Platz 6 erreichte.
Mit Beginn der Saison 2024/25 wechselte Begue vom US-amerikanischen zum argentinischen Skiverband. Für diesen nahm sie an den Skiweltmeisterschaften 2025 in Saalbach-Hinterglemm. Im Mannschaftswettbewerb schied sie mit der argentinischen Mannschaft bereits im Achtelfinale auf, wobei sie ihren Lauf gegen die Norwegerin Madeleine Sylvester-Davik klar verlor.

## Erfolge

### South American Cup
- 3 Platzierungen unter den besten 5, davon ein Podestplatz

### Nor-Am Cup
- 2 Platzierungen unter den besten 10

### Olympische Jugend-Winterspiele
- Gangwon 2024: 6. Super-G, 12. Alpine Kombination, DNF Riesenslalom, DNF Slalom

### Weitere Erfolge
- 3 Siege bei FIS-Rennen